# DDR-Bestenermittlung im Frauenfußball 1986/87
Die 9. DDR-Bestenermittlung des DFV im Frauenfußball fand 1986/87 statt. Der Wettbewerb begann am 12. Oktober 1986 mit der Vorrunde und endete am 28. Juni 1987 mit dem ersten Titelgewinn der BSG Rotation Schlema, die im Finale gegen die BSG Wismut Karl-Marx-Stadt gewann.

## Teilnehmende Mannschaften
An der DDR-Bestenermittlung im Frauenfußball nahmen die Sieger von 12 Bezirksmeisterschaften der DDR-Bezirke, der Ost-Berliner Meister und sieben Vizemeister teil. Keinen Teilnehmer meldeten die Bezirke Frankfurt (Oder) und Suhl. Für die Bestenermittlung standen dieses Mal jedem Bezirk zwei Startplätze zur Verfügung.
Für die Vorrunde qualifizierten sich neben dem Titelverteidiger, folgende elf Bezirksmeister, der Meister aus Ost-Berlin sowie sieben Vizemeister:
| - Bezirk Rostock BSG Post Rostock - Bezirk Schwerin BSG Aufbau Boizenburg - Bezirk Neubrandenburg BSG NGMB Neubrandenburg - Bezirk Potsdam BSG Turbine Potsdam (TV) BSG Aufbau Brandenburg (Vizemeister) - Ost-Berlin BSG KWO Berlin BSG EAB 47 Berlin (Vizemeister) (TV) – Titelverteidiger | - Bezirk Frankfurt (Oder) kein Teilnehmer - Bezirk Magdeburg BSG Motor Schönebeck SG Handwerk Magdeburg (Vizemeister) - Bezirk Halle BSG Motor Halle - Bezirk Leipzig BSG Lokomotive Döbeln BSG Robotron Leipzig (Vizemeister) - Bezirk Cottbus BSG Aktivist Schwarze Pumpe | - Bezirk Dresden BSG Aufbau Dresden-Ost BSG Motor TuR Dresden-Übigau (Vizemeister) - Bezirk Karl-Marx-Stadt BSG Wismut Karl-Marx-Stadt BSG Rotation Schlema (Vizemeister) - Bezirk Erfurt BSG Fortschritt Erfurt BSG Landbau Bad Langensalza (Vizemeister) - Bezirk Gera HSG Uni Jena - Bezirk Suhl kein Teilnehmer Bezirksmeister: Spielgemeinschaft (SG) Traktor Dietzhausen/Robotron Zella-Mehlis |

## Modus
In der Vorrunde wurden vier Gruppen nach möglichst territorialen Gesichtspunkten gebildet, die nach dem Modus „Jeder gegen Jeden“ mit Hin- und Rückspiel die jeweils zwei Teilnehmer für die Zwischenrunde ausspielten. In der Zwischenrunde wurden die Teilnehmer für das Finale, nach dem gleichen Modus wie in der Vorrunde ermittelt. Wie bei der letzten Veranstaltung gab es kein Spiel um Platz drei und das Finale fand auf neutralem Platz statt.

## Vorrunde
Die Vorrundenspiele wurden vom 12. Oktober 1986 bis 26. April 1987 ausgetragen.

### Gruppe A
In der Gruppe A spielten die Bezirksvertreter aus Rostock, Schwerin, Neubrandenburg, Potsdam und Magdeburg.
| Datum                 |                         |   |                         | Hinspiel | Rückspiel |
| --------------------- | ----------------------- | - | ----------------------- | -------- | --------- |
| So 12.10. / So 16.11. | BSG NGMB Neubrandenburg | – | BSG Aufbau Boizenburg   | 19:00    | 10:00     |
| So 12.10. / So 16.11. | BSG Post Rostock        | – | BSG Turbine Potsdam     | 0:2      | 0:2       |
| So 12.10. / So 16.11. | BSG Aufbau Brandenburg  | – | SG Handwerk Magdeburg   | 0:2      | 0:5       |
| So 19.10. / So 07.12. | BSG Aufbau Boizenburg   | – | BSG Turbine Potsdam     | 00:23    | 00:37     |
| So 19.10. / Fr 17.04. | SG Handwerk Magdeburg   | – | BSG NGMB Neubrandenburg | 3:0      | 1:2       |
| So 19.10. / So 23.11. | BSG Post Rostock        | – | BSG Aufbau Brandenburg  | 5:0      | 1:0       |
| So 26.10. / So 05.04. | BSG NGMB Neubrandenburg | – | BSG Post Rostock        | 3:3      | 1:3       |
| So 30.11. / So 05.04. | BSG Aufbau Boizenburg   | – | SG Handwerk Magdeburg   | 01:17    | 00:17     |
| So 26.10. / So 05.04. | BSG Aufbau Brandenburg  | – | BSG Turbine Potsdam     | 0:9      | 00:14     |
| So 02.11. / So 12.04. | BSG Post Rostock        | – | SG Handwerk Magdeburg   | 1:0      | 0:1       |
| So 02.11. / So 12.04. | BSG Turbine Potsdam     | – | BSG NGMB Neubrandenburg | 15:00    | 5:0       |
| So 02.11. / So 12.04. | BSG Aufbau Brandenburg  | – | BSG Aufbau Boizenburg   | 9:0      | 5:1       |
| So 09.11. / So 26.04. | BSG Aufbau Boizenburg   | – | BSG Post Rostock        | 01:11    | 00:11     |
| So 09.11. / So 26.04. | SG Handwerk Magdeburg   | – | BSG Turbine Potsdam     | 0:3      | 1:7       |
| So 09.11. / So 26.04. | BSG NGMB Neubrandenburg | – | BSG Aufbau Brandenburg  | 3:0      | 2:0       |

Abschlusstabelle
| Pl. | Mannschaft              | Sp. | S  | U | N  | Tore    | Diff. | Punkte |
| --- | ----------------------- | --- | -- | - | -- | ------- | ----- | ------ |
| 1.  | BSG Turbine Potsdam     | 10  | 10 | 0 | 0  | 117:100 | +116  | 20:0   |
| 2.  | BSG Post Rostock        | 10  | 6  | 1 | 3  | 035:100 | +25   | 13:70  |
| 3.  | SG Handwerk Magdeburg   | 10  | 6  | 0 | 4  | 047:140 | +33   | 12:80  |
| 4.  | BSG NGMB Neubrandenburg | 10  | 5  | 1 | 4  | 040:300 | +10   | 11:90  |
| 5.  | BSG Aufbau Brandenburg  | 10  | 2  | 0 | 8  | 014:420 | −28   | 04:16  |
| 6.  | BSG Aufbau Boizenburg   | 10  | 0  | 0 | 10 | 003:159 | −156  | 0:20   |

### Gruppe B
In der Gruppe B spielten die Bezirksvertreter aus Ost-Berlin, Magdeburg, Halle und Cottbus.
| Datum                 |                             |   |                             | Hinspiel | Rückspiel |
| --------------------- | --------------------------- | - | --------------------------- | -------- | --------- |
| So 12.10. / So 16.11. | BSG KWO Berlin              | – | BSG EAB 47 Berlin           | 1:1      | 0:0       |
| So 12.10. / So 16.11. | BSG Motor Halle             | – | BSG Aktivist Schwarze Pumpe | 8:0      | 6:1       |
| So 19.10. / So 23.11. | BSG EAB 47 Berlin           | – | BSG Motor Halle             | 0:2      | 0:7       |
| So 19.10. / So 23.11. | BSG Motor Schönebeck        | – | BSG KWO Berlin              | 2:6      | (1)       |
| So 26.10. / So 05.04. | BSG KWO Berlin              | – | BSG Aktivist Schwarze Pumpe | 11:00    | (2)       |
| So 26.10. / So 05.04. | BSG EAB 47 Berlin           | – | BSG Motor Schönebeck        | 3:1      | 1:0       |
| So 02.11. / So 12.04. | BSG Aktivist Schwarze Pumpe | – | BSG Motor Schönebeck        | 0:1      | 0:3       |
| So 02.11. / Fr 17.04. | BSG Motor Halle             | – | BSG KWO Berlin              | 2:2      | 2:3       |
| So 09.11. / So 26.04. | BSG Aktivist Schwarze Pumpe | – | BSG EAB 47 Berlin           | 0:8      | 0:7       |
| So 09.11. / So 26.04. | BSG Motor Schönebeck        | – | BSG Motor Halle             | 1:0      | 1:5       |

Abschlusstabelle
| Pl. | Mannschaft                  | Sp. | S | U | N | Tore    | Diff. | Punkte |
| --- | --------------------------- | --- | - | - | - | ------- | ----- | ------ |
| 1.  | BSG KWO Berlin              | 8   | 5 | 3 | 0 | 029:700 | +22   | 13:30  |
| 2.  | BSG Motor Halle             | 8   | 5 | 1 | 2 | 032:800 | +24   | 11:50  |
| 3.  | BSG EAB 47 Berlin           | 8   | 4 | 2 | 2 | 020:110 | +9    | 10:60  |
| 4.  | BSG Motor Schönebeck        | 8   | 3 | 0 | 5 | 009:180 | −9    | 06:10  |
| 5.  | BSG Aktivist Schwarze Pumpe | 8   | 0 | 0 | 8 | 001:470 | −46   | 0:16   |

### Gruppe C
In der Gruppe C spielten die Bezirksvertreter aus Leipzig, Dresden und Karl-Marx-Stadt.
| Datum                 |                              |   |                              | Hinspiel | Rückspiel |
| --------------------- | ---------------------------- | - | ---------------------------- | -------- | --------- |
| So 12.10. / So 16.11. | BSG Wismut Karl-Marx-Stadt   | – | BSG Rotation Schlema         | 0:1      | 2:0       |
| So 12.10. / So 16.11. | BSG Aufbau Dresden-Ost       | – | BSG Motor TuR Dresden-Übigau | 3:0      | 5:0       |
| So 19.10. / So 23.11. | BSG Rotation Schlema         | – | BSG Aufbau Dresden-Ost       | 2:0      | 2:2       |
| So 19.10. / So 23.11. | BSG Lokomotive Döbeln        | – | BSG Wismut Karl-Marx-Stadt   | 0:6      | 1:4       |
| So 26.10. / So 05.04. | BSG Wismut Karl-Marx-Stadt   | – | BSG Motor TuR Dresden-Übigau | 5:1      | 3:0       |
| So 26.10. / So 05.04. | BSG Rotation Schlema         | – | BSG Lokomotive Döbeln        | 7:2      | 2:0       |
| So 30.11. / So 12.04. | BSG Motor TuR Dresden-Übigau | – | BSG Lokomotive Döbeln        | 2:2      | 2:0       |
| So 02.11. / So 12.04. | BSG Aufbau Dresden-Ost       | – | BSG Wismut Karl-Marx-Stadt   | 0:2      | 03:11     |
| So 09.11. / So 26.04. | BSG Motor TuR Dresden-Übigau | – | BSG Rotation Schlema         | 1:3      | 1:4       |
| So 09.11. / So 26.04. | BSG Lokomotive Döbeln        | – | BSG Aufbau Dresden-Ost       | 2:4      | 00:12     |

Abschlusstabelle
| Pl. | Mannschaft                   | Sp. | S | U | N | Tore    | Diff. | Punkte |
| --- | ---------------------------- | --- | - | - | - | ------- | ----- | ------ |
| 1.  | BSG Wismut Karl-Marx-Stadt   | 8   | 7 | 0 | 1 | 033:600 | +27   | 14:20  |
| 2.  | BSG Rotation Schlema         | 8   | 6 | 1 | 1 | 021:800 | +13   | 13:30  |
| 3.  | BSG Aufbau Dresden-Ost       | 8   | 4 | 1 | 3 | 029:190 | +10   | 09:70  |
| 4.  | BSG Motor TuR Dresden-Übigau | 8   | 1 | 1 | 6 | 007:250 | −18   | 03:13  |
| 5.  | BSG Lokomotive Döbeln        | 8   | 0 | 1 | 7 | 007:390 | −32   | 01:15  |

### Gruppe D
In der Gruppe D spielten die Bezirksvertreter aus Leipzig, Erfurt und Gera.

| Datum                 |                             |   |                             | Hinspiel | Rückspiel |
| --------------------- | --------------------------- | - | --------------------------- | -------- | --------- |
| So 12.10. / So 16.11. | BSG Fortschritt Erfurt      | – | BSG Landbau Bad Langensalza | 14:00    | 8:0       |
| So 19.10. / So 23.11. | HSG Uni Jena                | – | BSG Fortschritt Erfurt      | 2:4      | 2:1       |
| So 16.11. / So 05.04. | HSG Uni Jena                | – | BSG Robotron Leipzig        | 3:1      | 1:1       |
| So 02.11. / So 12.04. | BSG Landbau Bad Langensalza | – | BSG Robotron Leipzig        | 00:11    | (3)       |
| So 09.11. / So 26.04. | BSG Landbau Bad Langensalza | – | HSG Uni Jena                | 0:9      | 00:17     |
| So 09.11. / Fr 17.04. | BSG Robotron Leipzig        | – | BSG Fortschritt Erfurt      | 0:1      | 0:7       |

Abschlusstabelle
| Pl. | Mannschaft                  | Sp. | S | U | N | Tore    | Diff. | Punkte |
| --- | --------------------------- | --- | - | - | - | ------- | ----- | ------ |
| 1.  | BSG Fortschritt Erfurt      | 6   | 5 | 0 | 1 | 035:400 | +31   | 10:20  |
| 2.  | HSG Uni Jena                | 6   | 4 | 1 | 1 | 034:700 | +27   | 09:30  |
| 3.  | BSG Robotron Leipzig        | 6   | 2 | 1 | 3 | 016:120 | +4    | 05:70  |
| 4.  | BSG Landbau Bad Langensalza | 6   | 0 | 0 | 6 | 000:620 | −62   | 0:12   |

## Zwischenrunde
Die Zwischenrundenspiele wurden vom 3. Mai 1987 bis 21. Juni 1987 ausgetragen.

### Staffel 1
In der Staffel 1 spielten die Erstplatzierten der Vorrundengruppe A und C sowie die Zweitplatzierten der Vorrundengruppe B und D.

| Datum                 |                            |   |                            | Hinspiel | Rückspiel |
| --------------------- | -------------------------- | - | -------------------------- | -------- | --------- |
| So 03.05. / So 14.06. | BSG Wismut Karl-Marx-Stadt | – | BSG Motor Halle            | 3:0      | 2:1       |
| So 03.05. / So 14.06. | HSG Uni Jena               | – | BSG Turbine Potsdam        | 2:5      | 0:6       |
| So 10.05. / So 31.05. | BSG Wismut Karl-Marx-Stadt | – | HSG Uni Jena               | 6:0      | 4:0       |
| So 21.06. / So 31.05. | BSG Motor Halle            | – | BSG Turbine Potsdam        | 1:0      | 1:1       |
| So 17.05. / So 24.05. | HSG Uni Jena               | – | BSG Motor Halle            | 1:1      | (4)       |
| So 17.05. / So 24.05. | BSG Turbine Potsdam        | – | BSG Wismut Karl-Marx-Stadt | 1:0      | 2:2       |

Abschlusstabelle
| Pl. | Mannschaft                 | Sp. | S | U | N | Tore    | Diff. | Punkte |
| --- | -------------------------- | --- | - | - | - | ------- | ----- | ------ |
| 1.  | BSG Wismut Karl-Marx-Stadt | 6   | 4 | 1 | 1 | 017:400 | +13   | 09:30  |
| 2.  | BSG Turbine Potsdam        | 6   | 3 | 2 | 1 | 015:600 | +9    | 08:40  |
| 3.  | BSG Motor Halle            | 6   | 2 | 2 | 2 | 007:700 | ±0    | 06:60  |
| 4.  | HSG Uni Jena               | 6   | 0 | 1 | 5 | 003:250 | −22   | 01:11  |

### Staffel 2
In der Staffel 2 spielten die Erstplatzierten der Vorrundengruppe B und D sowie die Zweitplatzierten der Vorrundengruppe A und C.

| Datum                 |                        |   |                      | Hinspiel | Rückspiel |
| --------------------- | ---------------------- | - | -------------------- | -------- | --------- |
| So 03.05. / So 14.06. | BSG Fortschritt Erfurt | – | BSG Post Rostock     | 4:1      | 4:0       |
| So 03.05. / So 14.06. | BSG Rotation Schlema   | – | BSG KWO Berlin       | 2:0      | 1:2       |
| So 10.05. / So 31.05. | BSG Fortschritt Erfurt | – | BSG Rotation Schlema | 0:2      | 0:1       |
| So 10.05. / So 31.05. | BSG Post Rostock       | – | BSG KWO Berlin       | 1:2      | 1:3       |
| So 17.05. / So 24.05. | BSG Rotation Schlema   | – | BSG Post Rostock     | 2:0      | 0:1       |
| So 17.05. / So 24.05. | BSG Fortschritt Erfurt | – | BSG KWO Berlin       | 3:2      | 0:1       |

Abschlusstabelle
| Pl. | Mannschaft             | Sp. | S | U | N | Tore    | Diff. | Punkte |
| --- | ---------------------- | --- | - | - | - | ------- | ----- | ------ |
| 1.  | BSG Rotation Schlema   | 6   | 4 | 0 | 2 | 008:300 | +5    | 08:40  |
| 2.  | BSG KWO Berlin         | 6   | 4 | 0 | 2 | 010:800 | +2    | 08:40  |
| 3.  | BSG Fortschritt Erfurt | 6   | 3 | 0 | 3 | 011:700 | +4    | 06:60  |
| 4.  | BSG Post Rostock       | 6   | 1 | 0 | 5 | 004:150 | −11   | 02:10  |

## Finale
| Paarung                    | BSG Wismut Karl-Marx-Stadt – BSG Rotation Schlema |
| Ergebnis                   | 1:4 (1:2) |
| Datum                      | Sonntag, 28. Juni 1986 um 15:00 Uhr |
| Stadion                    | Stadion der Jugend, Kamenz |
| Zuschauer                  | 1500 |
| Schiedsrichter             | Peter Müller (Dresden) |
| Tore                       | 0:1 Weiß (14., ET) 1:1 K. Weißbach (32.) 1:2 Pöschmann (35.) 1:3 Wolf (67., ET) 1:4 Hecker (73., Foulelfmeter) |
| BSG Wismut Karl-Marx-Stadt | Ute Gotthardt – Heike Groß (Carola Schütze) – Martina Martin, Carmen Doll, Marina Weißbach – Sabine Tanneberger, Renate Dünewald, Kathrin Weißbach – Barbara Wolf, Carmen Weiß, Ines Stephan (Corina Ochmann) Cheftrainerin: Renate Dünewald                 |
| BSG Rotation Schlema       | Annett Viertel – Kathrin Hecker – Heike Scheibe (Karin Petzel), Dorit Scheibe, Ilona Seidel – Petra Vohwinkel, Heike Ulmer, Kerstin Guderian – Birte Weiß (Ilona Schmiedel), Heike Pöschmann, Constanze Leonhardt Cheftrainer: Dietmar Männel / Gerd Wahnelt |